# Nykøbing Mors
Nykøbing Mors is een plaats in het noordwesten van Denemarken, in de regio Noord-Jutland, gemeente Morsø. Het is met 9068 inwoners (2023) de grootste plaats op het eiland Mors in de Limfjord.
De geschiedenis van Nykøbing Mors gaat terug tot 1299 toen het stadsrechten kreeg. De belangrijkste bestaansmiddelen waren handel en visserij. Ook speelde het klooster Dueholm van de Johannieterorde een belangrijke rol in de geschiedenis van deze plaats. Het grootste gedeelte van Nykøbing Mors werd rond 1900 gebouwd en vanaf die tijd kreeg het een industriëler karakter.
In Nykøbing Mors werd in 1899 de Deens-Noorse schrijver Aksel Sandemose geboren. Ervaringen die hij opdeed in Nykøbing Mors heeft hij in zijn boeken gebruikt. Het stond model voor het fictieve stadje Jante, bekend van de "Wet van Jante" uit zijn roman En flyktning krysser sitt spor (Een vluchteling kruist zijn spoor) uit 1933.

## Geboren in Nykøbing
- 19 maart 1899: Aksel Sandemose, schrijver
- 13 april 1984: Thomas Dalgaard, voetballer

## Afbeeldingen

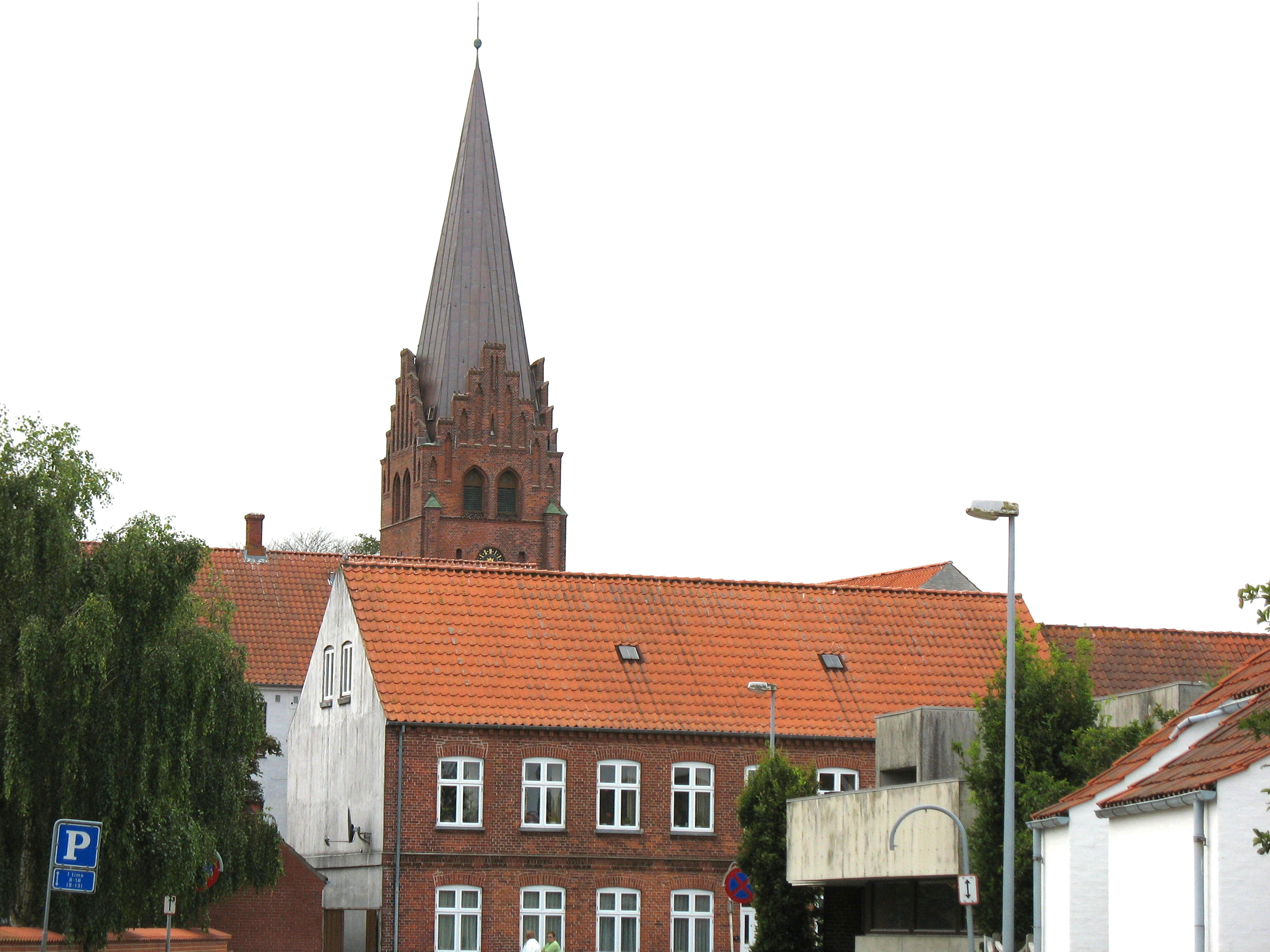
Centrum met de toren van de Sankt Clemens Kirke
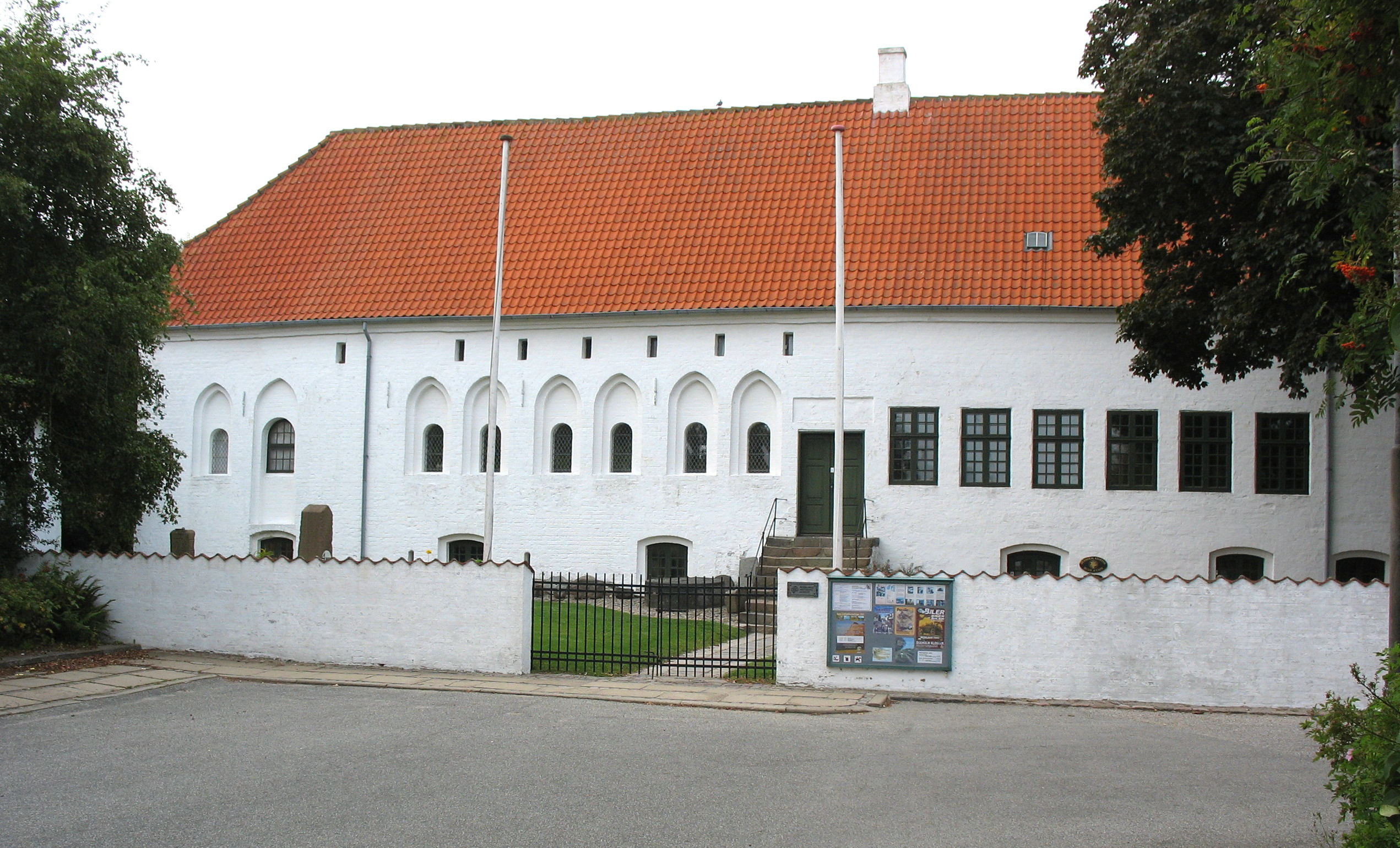
Klooster Dueholm (Museum Mors)
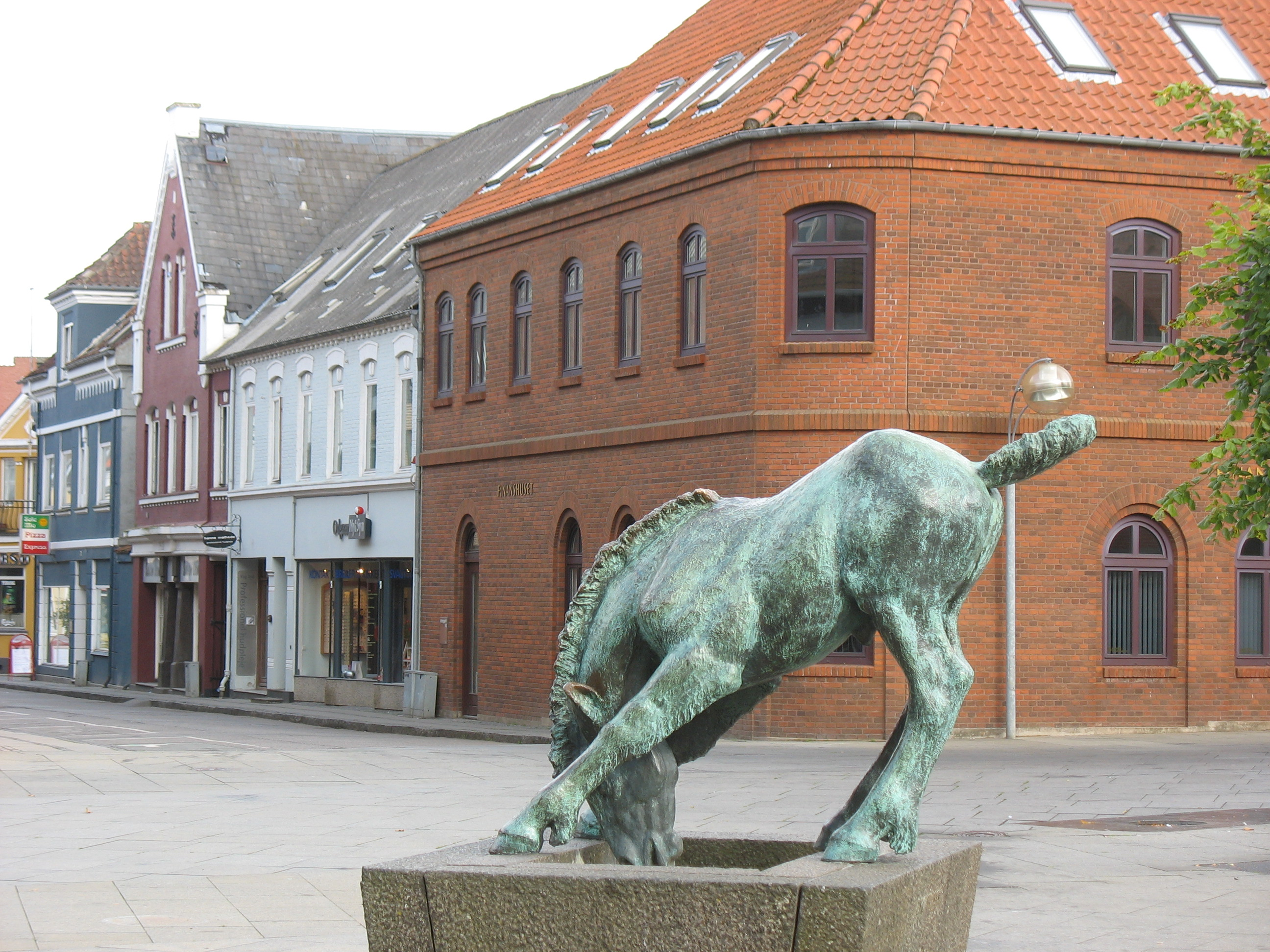
Drinkend paard van Hugo Liisberg (1896-1958)
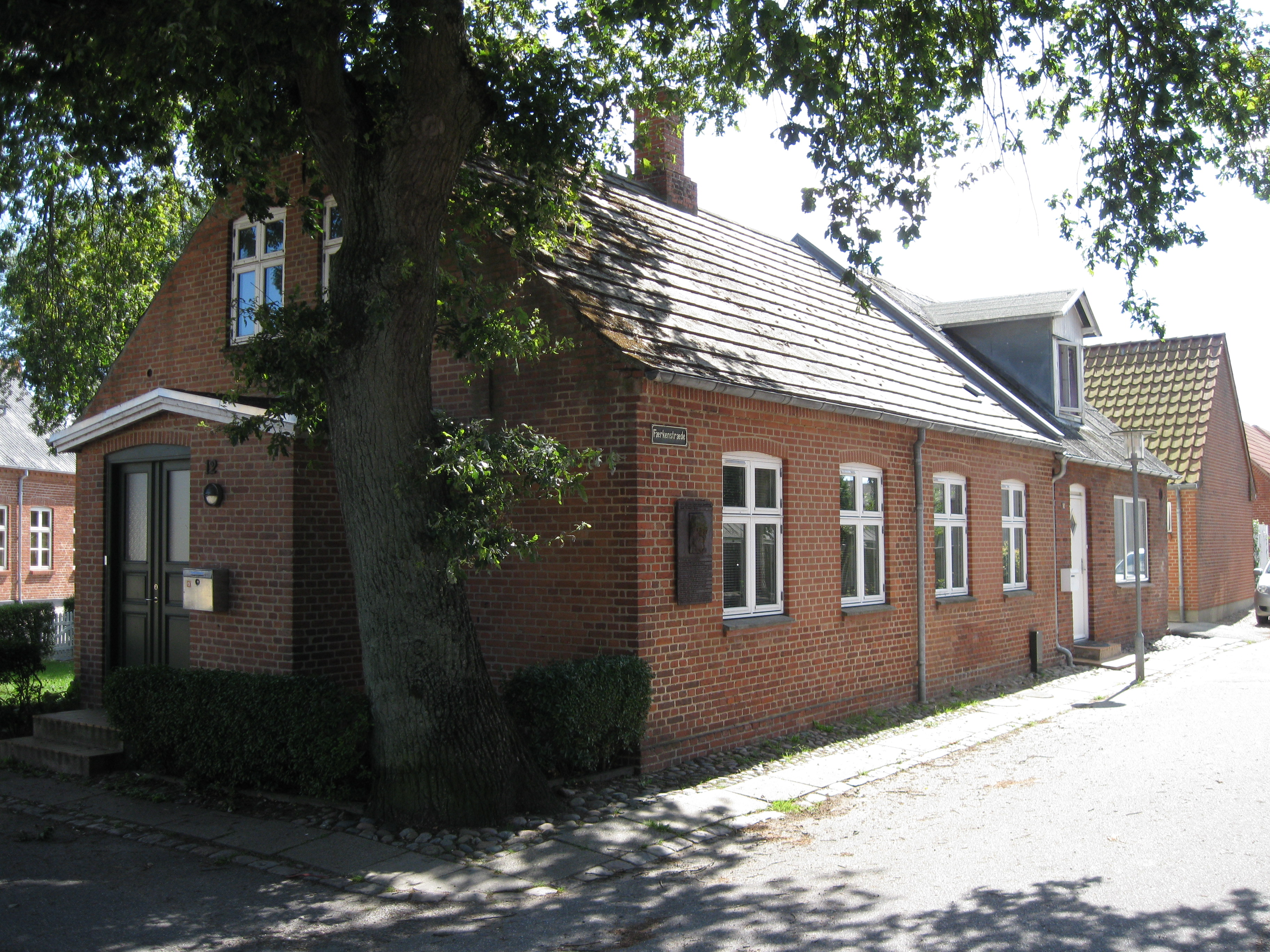
Geboortehuis van Aksel Sandemose (1899-1965)

- Gemeinsame Normdatei: 4427297-2
- Library of Congress Control Number: n86091412
- MusicBrainz: 6aacab5a-c594-4796-b1ee-f56bc488e7ab
- Nationale Bibliotheek van Israël: 987007562442505171
- Virtual International Authority File: 137290562
- WorldCat: E39PBJg4pHmJ8vkfd4pCHDwDMP